# La Cour Bjerg
La Cour Bjerg är ett berg i Grönland (Kungariket Danmark). Det ligger i den östra delen av Grönland, 1 500 km nordost om huvudstaden Nuuk. Toppen på La Cour Bjerg är 1 000 meter över havet, eller 97 meter över den omgivande terrängen. Bredden vid basen är 0,73 km.
Terrängen runt La Cour Bjerg är huvudsakligen kuperad, men västerut är den bergig.  Trakten runt La Cour Bjerg är nära nog obefolkad, med mindre än två invånare per kvadratkilometer. Det finns inga samhällen i närheten. Trakten runt La Cour Bjerg består i huvudsak av gräsmarker.